# Социјалистичка Аутономна Покрајина Косово
Социјалистичка Аутономна Покрајина Косово (скраћено САП Косово; алб. Krahina Socialiste Autonome e Kosovës) била је једна од две аутономне покрајине у саставу Социјалистичке Републике Србије, једне од шест република у саставу Социјалистичке Федеративне Републике Југославије (СФРЈ). Припадала је најнеразвијенијим крајевима СФР Југославије. Главни град САП Косова била је Приштина.
Основана је 1945. године као Аутономна Косовско-метохијска Област (скраћено АКМО) у саставу Србије. Статус аутономне покрајине добила је 1963. године, доношењем новог Устава Југославије и Устава Србије, под званичним називом Аутономна Покрајина Косово и Метохија (скраћено АПКМ). Усвајањем уставних амандмана из 1968. године преименована је у Социјалистичку Аутономну Покрајину Косово (скраћено САПК). Новим Уставом СФРЈ из 1974. године покрајина је стекла пуну уставну и законодавну аутономију, чиме је фактички добила статус конститутивног елемента југословенске федерације, остајући у саставу СР Србије. Овлашћења покрајине знатно су смањена доношењем амандмана на Устав СР Србије у марту 1989, што је довело до незадовољства међу сепаратистима. Услед избијања кризе у функционисању покрајинских органа, Скупштина СР Србије је 5. јула 1990. распустила покрајинску Скупштину и Извршно веће. Доношењем новог Устава Србије 28. септембра 1990. враћен је првобитни назив Аутономна Покрајина Косово и Метохија.

## Историја
Први кораци ка изградњи административних структура територијалне аутономије на подручју Косова и Метохије начињени су током Другог светског рата, у раздобљу од 1941. до 1945. године. После краткотрајног Априлског рата, Косово и Метохија су 1941. године окупирани од стране сила Осовине. Италија је већи део Косова и целу Метохију, као и делове Македоније и Грчке прикључила тзв. Великој Албанији, која је била италијански протекторат. Партизански устанак, под руководством КПЈ, на Косову и Метохији се развијао спорије него у другим крајевима Србије и Југославије, због великих репресалија, тешког живота под Италијанском окупацијом, одвођења у логоре и на принудни рад. Велики део српског становништва је расељен под притиском окупационих снага, а многи су при томе и страдали.
За све време рата албанске масе се нису хтеле активирати у народноослободилачки покрет, па је у тим условима, због непријатељског става Албанаца према Југославији, покрет против окупатора на Косову и Метохији био лишен масовне базе, коју је имао у другим деловима земље. Тек у јесен 1942. године формирају се Главни штаб НОВ и ПО Косова и Метохије, Први албански НОП одред „Зејнел Ајдини“ и Шарпланински НОП одред. Од априла 1943. године на Косову и Метохији се налазио делегат Врховног штаба и ЦК КПЈ Светозар Вукмановић Темпо, тако да је учињен велики напредак у организовању оружане борбе против окупатора. Новембра 1943. године формирана је Прва македонско-косовска бригада.
Због тешкоћа у организовању народноослободилачких одбора у срезовима на подручју Косова и Метохије, каснило се и са организовањем обласног НОО тако да је ЦК КПЈ у октобру 1943. године указао на потребу за хитним предузимањем додатних напора у циљу бољег организовања народне власти на косовско-метохијском подручју. Поменуте тешкоће су дошле до пуног изражаја непосредно након Другог заседања АВНОЈ-а крајем новембра 1943. године, пошто се знатан део албанских активиста НОП-а са овог подручја почео изјашњавати за интеграцију са Албанијом. Ове тенденције су довеле до сазивања Бујанске конференције која се отворено изјаснила за прикључење Косова и Метохије суседној Албанији. Пошто су биле супротне одлукама АВНОЈ-а, одлуке Бујанске конференције су почетком 1944. године одбачене од стране руководства КПЈ и НОП Југославије.
Током јесени 1944. године, у склопу Косовске операције, јединице НОВЈ су ослободиле подручје Косова и Метохије, након чега се приступило организовању народне власти на среском и обласном нивоу. Коначна одлука о статусу овог подручја донета је почетком пролећа 1945. године, када се Обласни НОО Косова и Метохије изјаснио за стварање посебне аутономне области у саставу Србије. Ову одлуку је 7. априла 1945. године прихватила Антифашистичка скупштина народног ослобођења Србије, којој су се у име Обласног НОО Косова и Метохије обратили Душан Мугоша и Мехмед Хоџа. Том приликом усвојен је и закључак о сазивању прве обласне скупштине за Косово и Метохију.

### Аутономна Косовско-метохијска Област (1945—1963)
Обласна скупштина Косова и Метохије заседала је од 8. до 10. јула 1945. у Призрену и том приликом донет је низ одлука о будућем уређењу Аутономне Косовско-метохијске Области, чије је оснивање потврђено 7. августа на Трећем заседању АВНОЈ-а и потом озакоњено 1. септембра 1945, када је Народна скупштина Србије усвојила посебан Закон о установљењу и устројству Аутономне Косовско-метохијске Области.
Према том закону, територија АКМО састојала се из следећих срезова: Горског (Драгаш), Суворечког (Сува Река), Шарпланинског (Призрен), Ђаковичког (Ђаковица), Подримског (Ораховац), Пећког (Пећ), Источког (Исток), Звечанског (Косовска Митровица), Вучитрнског (Вучитрн), Лапског (Подујево), Дреничког (Србица), Неродимског (Урошевац), Грачаничког (Приштина), Качаничког (Качаник) и Гњиланског (Гњилане).
Статус АКМО потврђен је Уставом ФНРЈ из 1946. и Уставом НР Србије из 1947. године.
Први Статут АКМО донет је 23. маја 1948, а ступио на снагу 30. октобра 1948, након потврде у Народној скупштини НР Србије. Главни органи АКМО били су Обласни народни одбор као представничко тело и Извршно веће као носилац извршне власти. Други Статут АКМО донет је 20. фебруара 1953. године. Потом је 1955. године извршена администативна реформа, по којој је на територији АКМО установљено пет великих срезова, са седиштима у Гњилану, Косовској Митровици, Пећи, Призрену и Приштини. Такво уређење је опстало све до 1959. године, када је на територији АКМО укинуто свих пет срезова и од тада се област делила само на општине.
У периоду од 1944. до 1946. године, привремено седиште обласних органа налазило се у Призрену, а потом је главни град области постала Приштина. Данашње границе АКМО је добила у периоду 1959-1963. проширењем на северу, када су јој придодати делови општине Рашка, општине Лепосавић, Лешак и Зубин Поток.
Одлуком Националног комитета ослобођења Југославије (НКОЈ) број 153 6. марта 1945. донета је привремена забрана враћања колониста на њихова пријашња места живљења Ова одлука била је привременог карактера, услед најављење ревизије додељивања земље у међуратном периоду. Почетком августа 1945. усвојен је Закон о ревизији колонистичких односа, чиме је престала да важи привремена општа забрана повратка колониста, већ су право на земљу губили сви они колонисти којима је била додељена земља након Првог светског рата, а то су углавном били Срби.
Иако је рат завршен маја 1945, на простору Косова и Метохије су све до 1952. деловале групе разбијених балиста. У борби са њима учествовале су јединице ОЗНА-е и УДБА-е које су најчешће у појединачним окршајима разбијале остатке балиста, док се одређени број извукао и сакрио у иностранству. Током 1958. усвојени су посебни прописи којима је службена употреба албанског језика у потпуности изједначена са употребом српског језика, након чега се започело са вођењем двојезичне администрације у свим гранама покрајинске управе. 

### Аутономна Покрајина Косово и Метохија (1963—1968)
Новим Уставом СФР Југославије из 1963. године, АКМО је уздигнута на степен покрајине, поставши Аутономна Покрајина Косово и Метохија. Први Статут АПКМ усвојен је 10. априла 1963. године. Покрајина је добила шира овлашћења у области судства, привреде и социјалне политике. Иако је тиме био остварен виши степен аутономије, албански део покрајинског руководства није био задовољан новим уставним решењима, што је дошло до пуног изражаја непосредно након Брионског пленума ЦК СКЈ (1966) и пада Александра Ранковића. У исто време, покрајинско руководство у АП Војводини такође је тежио ка проширењу аутономије. Ове тенденције наишле су на подршку у делу савезног руководства, првенствено међу кадровима из Хрватске и Словеније, који су у јачању покрајинских аутономија видели средство за слабљење уставног положаја Србије. Тим поводом покренути су механизми за нову промену устава, што је довело до усвајања уставних амандмана из 1968. године.

### Социјалистичка Аутономна Покрајина Косово (1968—1990)
Доношењем амандмана на Устав СФРЈ у новембру 1968. године име покрајине промењено је у Социјалистичка Аутономна Покрајина Косово, чиме је Метохија уклоњена из назива. САП Косово је 1969. године добило свој Уставни закон, као највиши правни акт. Амандмани на Уставни закон САП Косова усвојени су 1972. године. Новим Уставом СФР Југославије из  из 1974. године, САП Косово је добило право на сопствени Устав, који је усвојен исте године. Тиме је покрајина стекла пуну уставну и законодавну аутономију, у оквирима СР Србије. Између 1974. и 1989. године, САП Косово је имало статус конститутивног елемента федерације (СФРЈ), иако је и даље било део СР Србије. Иако је албанска национална мањина имала широки степен аутономије, долазило је до честих немира на Косову, посебно 1968. и 1981. године, када је почело и прво јавно изношење захтева, најпре за "Социјалистичку Републику Косово" у оквиру СФРЈ, а потом и за независну "Републику Косово" изван Југославије.
Доношењем Амандмана на Устав СР Србије из 1989. године заустављене су тежење ка претварању САП Косова у федералну јединицу и оснажене су надлежности републичких органа на целокупном подручју СР Србије. Крајем 1989. и почетком 1990. године дошло је до дубоких подела у покрајинском руководству, што је средином 1990. године довело до кризе у функционисању покрајинских органа. Део сепаратистички настројених делегата у Скупштини САП Косова одржао је 2. јула скуп у Приштини, на коме је усвојена "Уставна декларација" којом је извршен покушај проглашења Републике Косово, изван састава Србије. Тиме је уједно био извршен и покушај нарушавања уставног поретка СР Србије и СФРЈ, што је изазвало реакцију државних органа. Скупштина СР Србије је 5. јула 1990. године усвојила "Закон о престанку рада Скупштине САП Косово и Извршног већа Скупштине САП Косово".
Новим Уставом Републике Србије од 28. септембра 1990. године покрајини је враћен стари назив: Аутономна Покрајина Косово и Метохија. Устав је покрајинама у саставу Србије (Војводина, Косово и Метохија) одузео све елементе државности, вративши их на претходни ниво територијалне и административне аутономије.

## Демографија
По попису становништва из 1981. године, етнички састав САП Косова је био следећи:
- Албанци = 1.226.736 (77.4%)
- Срби = 209.498 (13.2%)
- Муслимани = 58.562 (3.7%)
- Роми = 34.126 (2.2%)
- Црногорци = 27.028 (1.7%)
- Турци = 12.513 (0.8%)
- Хрвати = 8.717 (0.6%)
- Југословени = 2.676 (0.2%)
- Остали = 4.584 (0.2%)

- Етничка мапа Косова и Метохије (1948)
- Етничка мапа Косова и Метохије (1953)
- Етничка мапа Косова и Метохије (1961)
- Етничка мапа Косова и Метохије (1971)
- Етничка мапа Косова и Метохије (1981)

## Политика
У једнопартијском систему који је тада владао, једина политичка партија на подручју САП Косова био је Савез комуниста Косова (СКК), огранак Савеза комуниста Србије (СКС) и Савеза комуниста Југославије (СКЈ).

## Функционери САП Косова

### Председници
| Преглед руководећих личности Аутономне Косовско-метохијске Области, Аутономне Покрајине Косово и Метохија и Социјалистичке Аутономне Покрајине Косово од 1944. до 1990. | Преглед руководећих личности Аутономне Косовско-метохијске Области, Аутономне Покрајине Косово и Метохија и Социјалистичке Аутономне Покрајине Косово од 1944. до 1990. | Преглед руководећих личности Аутономне Косовско-метохијске Области, Аутономне Покрајине Косово и Метохија и Социјалистичке Аутономне Покрајине Косово од 1944. до 1990. | Преглед руководећих личности Аутономне Косовско-метохијске Области, Аутономне Покрајине Косово и Метохија и Социјалистичке Аутономне Покрајине Косово од 1944. до 1990. |
| име и презиме | почетак мандата | крај мандата | напомена |
| --- | --- | --- | --- |
| Председник Народноослободилачког одбора за Косово и Метохију 1944—1945.                                                                                                 | | | |
| Мехмед Хоџа | 1. јануар 1944. | 11. јул 1945. | |
| Председници Обласног народноослободилачког одбора Косова и Метохије 1945—1963.                                                                                          | | | |
| Фадиљ Хоџа | 11. јул 1945. | 20. фебруар 1953. | |
| Исмет Шаћири | 20. фебруар 1953. | 12. децембар 1953. | |
| Ђорђије Пајковић | 12. децембар 1953. | 5. мај 1956. | |
| Павле Јовићевић | 5. мај 1956. | 4. април 1960. | |
| Душан Мугоша | 4. април 1960. | 18. јун 1963. | |
| Председници Скупштине АП Косова и Метохије 1963—1969. | | | |
| Станоје Аксић | 18. јун 1963. | 24. јун 1967. | |
| Фадиљ Хоџа | 24. јун 1967. | 7. мај 1969. | |
| Председници Скупштине САП Косова 1969—1974. | | | |
| Иљаз Куртеши | 7. мај 1969. | март 1974. | |
| Председници Председништва САП Косова 1974—1990. | | | |
| Џавид Нимани | март 1974. | 5. август 1981. | |
| Али Шукрија | 5. август 1981. | мај 1982. | |
| Коља Широка | мај 1982. | мај 1983 | |
| Шефћет Јашари | мај 1983. | мај 1984. | |
| Шефћет Небих Гаши | мај 1984. | мај 1985. | |
| Бранислав Шкембаревић | мај 1985. | мај 1986. | |
| Бајрам Селани | мај 1986. | мај 1988. | |
| Ремзи Кољгеци | мај 1988. | 30. април 1989. | |
| Хисен Кајдомчај | 27. јун 1989. | 11. април 1990. | |

### Премијери
| Преглед руководећих личности Аутономне Косовско-метохијске Области, Аутономне Покрајине Косово и Метохија и Социјалистичке Аутономне Покрајине Косово од 1953. до 1990. | Преглед руководећих личности Аутономне Косовско-метохијске Области, Аутономне Покрајине Косово и Метохија и Социјалистичке Аутономне Покрајине Косово од 1953. до 1990. | Преглед руководећих личности Аутономне Косовско-метохијске Области, Аутономне Покрајине Косово и Метохија и Социјалистичке Аутономне Покрајине Косово од 1953. до 1990. | Преглед руководећих личности Аутономне Косовско-метохијске Области, Аутономне Покрајине Косово и Метохија и Социјалистичке Аутономне Покрајине Косово од 1953. до 1990. |
| име и презиме | почетак мандата | крај мандата | напомена |
| --- | --- | --- | --- |
| Председник Обласног извршног већа Аутономне Косовско-метохијске Области 1953—1963.                                                                                      | | | |
| Фадиљ Хоџа | фебруар 1953. | јун 1963. | |
| Председници Извршног већа Скупштине АП Косова и Метохије 1963—1969. | | | |
| Али Шукрија | јун 1963. | мај 1967. | |
| Илија Вакић | мај 1967. | фебруар 1969. | |
| Председници Извршног већа Скупштине САП Косова 1969—1990. | | | |
| Илија Вакић | фебруар 1969. | мај 1974. | |
| Богољуб Недељковић | мај 1974. | мај 1978. | |
| Бахри Оручи | мај 1978. | 25. септембар 1981. | подено оставку |
| Риза Сапунџију | 25. септембар 1981. | 5. мај 1982. | |
| Имер Пуља | 5. мај 1982. | 5. мај 1984. | |
| Љубомир Борковић | 5. мај 1984. | мај 1986. | |
| Назми Мустафа | мај 1986. | 10. март 1987. | |
| Каћуша Јашари | 10. март 1987. | 9. мај 1989. | |
| Даут Јашаница | 9. мај 1989. | 4. децембар 1989. | |
| Јусуф Зејнулаху | 4. децембар 1989. | 5. јул 1990. | |

## Кратка хронологија
| датум               | догађај |
| ------------------- | --- |
| 31. децембар 1943.  | У Бујану, у Малесији (Албанија) одржана Оснивачка конференција Народноослободилачког одбора за Косово и Метохију. |
| 22. новембар 1944.  | Ослобођењем Косовске Митровице завршена је Косовска операција којом су од окупатора ослобођени Косово и Метохија. |
| 10. јул 1945.       | Обласни народноослободилачки одбор Косова и Метохије донео Резолуцију о прикључењу Косова и Метохије Федералној Држави Србији, коју је 10. августа потврдио АВНОЈ. |
| 1. септембар 1945.  | Народна скупштина Србије донела Закон о установљењу и устројству Аутономне Косовско-метохијске Области. |
| 23. мај 1948.       | Обласни народни одбор Косова и Метохије усвојио први Статут Аутономне Косовско-метохијске Области. |
| 20. фебруар 1953.   | Након усвајања Уставног закона ФНРЈ и НР Србије, Обласни народни одбор Косова и Метохије усвојио нови Статут Аутономне Косовско-метохијске Области. |
| 9. април 1963.      | Народна скупштина Србије усвојила Устав Србије којим је Аутономна Косовско-метохијска Област подигнута на ниво аутономне покрајине. На основу новог Устава, Обласни народни одбор Косова и Метохије је 10. априла усвојио Статут Аутономне Покрајине Косово и Метохија. |
| 15. новембар 1968.  | У Приштини одржана Десета покрајинска конференција СК Србије за Косово и Метохију на којој је дотадашњи Покрајински комитет СКС за КиМ реорганизован у Савез комуниста Косова.                                                                                          |
| 27. новембар 1968.  | У Приштини избиле масовне албанске демонстрације на којима су захтевана већа права и добијање статуса републике у оквиру СФРЈ. |
| 24. фебруар 1969.   | Скупштина АП Косова и Метохије усвојила Уставни закон САП Косова као највиши правни акт Социјалистичке Аутономне Покрајине Косово. |
| 27. фебруар 1974.   | Скупштина САП Косова, на основу претходно усвојених Устава СФРЈ и Устава СР Србије, усвојила Устав САП Косова, као највиши правни акт у покрајини. |
| 11. март 1981.      | У Приштини избилe иридентистичке демонстрације које су се претвориле у вишенедељне немире током којих је уведено ванредно стање у САП Косово. |
| 17. новембар 1988.  | Под притиском „антибирократске револуције” руководиоци СК Косова Азем Власи и Каћуша Јашари поднели оставке. |
| 28. март 1989.      | Скупштина СР Србије усвојила амандмане на Устав Србије којима су смањене надлежности САП Косова и САП Војводине. |
| 5. јул 1990.        | Скупштина СР Србије донела Закон о престанку рада Скупштине САП Косово и Извршног већа Скупштине САП Косово којим су укинуте надлежности и распуштене Скупштина и Извршно веће Скупштине САП Косова, а њихове дужности преузело је Извршно веће Скупштине СР Србије     |
| 28. септембар 1990. | Скупштина СР Србије донела нови Устав којим је СР Србија преименована у Републику Србију, а САП Косово у АП Косово и Метохија. |

## Галерија
- Дочек председника СФРЈ Јосипа Броза Тита у Брезовици, 1975.
- Председник СФРЈ Јосип Броз Тито и Махмут Бакали у Брезовици, 1975.
- Председник СФРЈ Јосип Броз Тито код споменика Бори и Рамизу (срушен 1999), у Ландовици, код Призрена 1976.
- Споменик Ганимети Тербеши у Ђаковици
- Партизанско гробље у Приштини
- Споменик НОБ у Гњилану
- Споменик Револуцији у Приштини
- Споменик рударима у Косовској Митровици
- Стамбена зграда у Гњилану, изграђена у време СФРЈ
- Бивши спортски центар Боро и Рамиз у Приштини, изграђен 1978.
- народна библиотека Косова, изграђена 1982. и нови део Приштине
- Споменик косовским јунацима на Газиместану, изграђен 1953.
- Термолектрана Косово у Обилићу, изграђена у време СФРЈ
- Манастир Пећка Патријаршија, код Пећи 1980.
- Стари амам у Призрену 1980.
- Синан-пашина џамија у Призрену 1980.
- Црква Богородица Љевишка у Призрену 1980.